# Ian Walmsley
Ian Alexander Walmsley FRS (13 de janeiro de 1960) é um físico britânico, professor de física experimental do Imperial College London. Foi professor da Universidade de Oxford.
Walmsley estudou no Imperial College London e no The Institute of Optics da Universidade de Rochester.
Recebeu a Medalha Rumford de 2018.